# Falange Española de las JONS
(Dai 27 punti pronunciati alla fondazione della Falange spagnola)
La Falange Española de las JONS (Juntas de Ofensiva Nacional Sindicalista) fu un movimento politico di ispirazione fascista fondato nella Spagna della Seconda repubblica da José Antonio Primo de Rivera nel 1933 come Falange Española. Unitasi nel 1934 con le JONS, nel 1937, in piena guerra civile fusosi per volontà esplicita di Francisco Franco con i carlisti della Comunión Tradicionalista, diede vita a un altro partito (Falange Española Tradicionalista y de las Juntas de Ofensiva Nacional Sindicalista, abbr. FET y de las JONS, sciolto nel 1977), in cui confluirono le forze legate ai vecchi valori monarchici, clericali e conservatori. Il generale Franco ne assurse a leader indiscusso e nel 1939, divenne il partito unico franchista (Movimiento Nacional), fino alla caduta del Franchismo.

## Storia

### La "Falange Española"

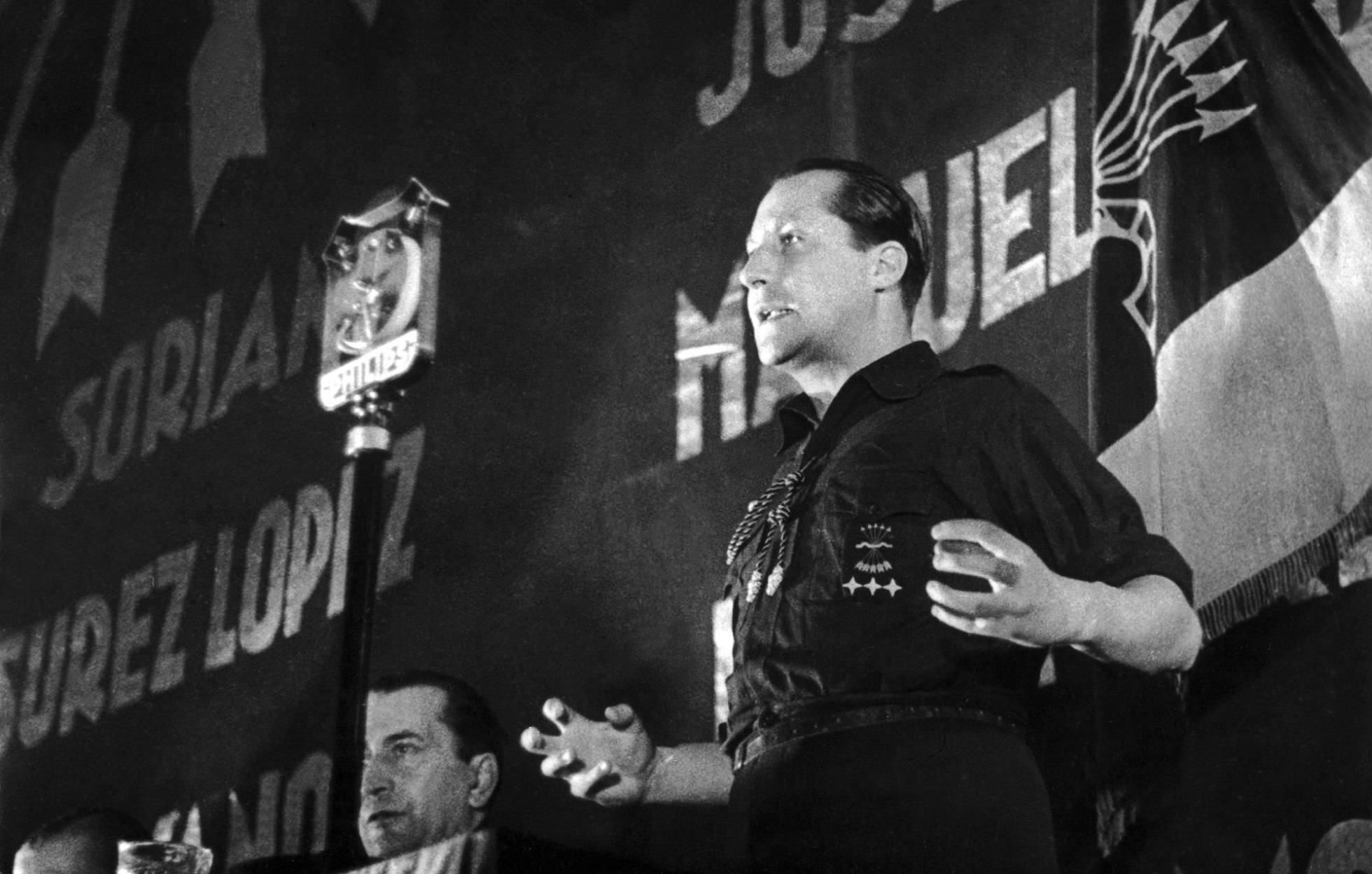
Comizio di José Antonio Primo de Rivera

Il 29 ottobre 1933 José Antonio Primo de Rivera, al Teatro de la Comedia di Madrid fondò la Falange Española (FE), che prese il nome dall'antica formazione militare dell'esercito di Filippo II di Macedonia. Una formazione che ripudiava il liberalismo ed il capitalismo, propagandando l'instaurazione di un nuovo Stato che eliminasse le speculazioni economiche del sistema vigente mediante un forte dirigismo nazionale e la collaborazione di classe.
Forti critiche nei confronti di Jean-Jacques Rousseau da cui discenderebbero come figlio legittimo il capitalismo moderno e come figlio degenere il populismo marxista.
(José Antonio Primo de Rivera 29 ottobre 1933, dal discorso pronunciato al teatro "La commedia" di Madrid)
Alle elezioni del 1933 Primo de Rivera fu l'unico eletto alle Cortes Generales nelle file della "Falange Española" alla sua prima prova elettorale. Nel 1934 sorsero i primi gruppi falangisti a Frontera, Siviglia, Cadice, Barcellona e Palma di Maiorca composti principalmente da studenti universitari e in misura minore da operai provenienti dal sindacalismo anarchico. La sede centrale fu posta a Madrid. Il partito, pur molto piccolo, divenne ben presto uno dei principali avversari delle sinistre. Già il 2 novembre a Daimiel la Falange ebbe il suo primo caduto, José Ruiz de la Hermosa, ucciso con una coltellata alcuni giorni dopo aver partecipato al comizio del teatro "La commedia" di Madrid.
I giovani falangisti sfidarono i socialisti spingendosi sempre più nei quartieri popolari per vendere le copie del giornale di partito "F.E." e negli accesi scontri che ne nacquero con gli operai caddero altri tre militanti

### La fusione diFEcon le "Juntas de Ofensiva Nacional-Sindicalista"
Il 9 febbraio 1934 a Madrid lo studente falangista Matías Montero fu ucciso da due militanti del "Partido Socialista Obrero Español" e, a seguito di questo omicidio, il 13 febbraio 1934 Primo de Rivera e Ramiro Ledesma Ramos, leader delle Juntas de Ofensiva Nacional-Sindicalista (JONS), si accordarono per fondere i due rispettivi movimenti: il movimento unificato assunse il nome di "Falange Española de las Juntas de Ofensiva Nacional Sindicalista" e fu inizialmente guidato in triumvirato da José Antonio Primo de Rivera, Ramiro Ledesma Ramos e Ruiz de Alda. Il nuovo movimento adottò i simboli delle JONS, ovvero il giogo con le frecce e la bandiera rossa e nera
Il movimento, che si definiva nazional-sindacalista, proponeva un programma di tipo rivoluzionario, in parte ispirato ai movimenti fascisti europei dell'epoca, che coniugava il rispetto dei tradizionali valori storici spagnoli con punti dottrinali fissati sulla giustizia sociale, con forte contestazione del capitalismo e del marxismo, contro l'individualismo e la lotta di classe, grazie soprattutto alle istanze portate in dote dalle JONS. È presente quindi una politica sociale rivoluzionaria, caratterizzata dall'instaurazione di un ordinamento di tipo corporativo, dalla socializzazione dei mezzi di produzione e dal superamento della democrazia parlamentare a favore di nuovi strumenti di partecipazione popolare (democrazia organica). Viene inoltre promossa la nazionalizzazione delle banche e dei grandi servizi pubblici, pur riconoscendo la proprietà privata.
In ottica più ampia, José Antonio Primo De Rivera tendeva anche a un recupero spirituale dell'identità nazionale, dipingendo la nazione come un'essenza metafisica.
Il nuovo raggruppamento fu presentato il 4 marzo del 1934 al Teatro Calderon di Valladolid, in conseguenza dell'accordo del precedente 13 febbraio tra Primo de Rivera e Ramiro Ledesma.
I simboli del nuovo movimento furono la bandiera rossa e nera delle JONS ed il giogo con un fascio di cinque frecce, tradizionale emblema dei Re Cattolici.
Nell'ottobre del 1934 si tenne il primo Consiglio Nazionale a Madrid, nel quale José Antonio fu nominato capo unico e furono adottati la famosa Camisa Azul, come uniforme, ed il saluto romano. Successivamente fu fondato "Arriba Espana" l'organo di stampa ufficiale del movimento.
José Antonio, figlio del generale Miguel Primo de Rivera y Orbaneja, dittatore dal 1923 al 1930, fu senza dubbio la figura più importante della Falange di cui elaborò la dottrina ed il programma politico.

#### La vittoria del Fronte popolare

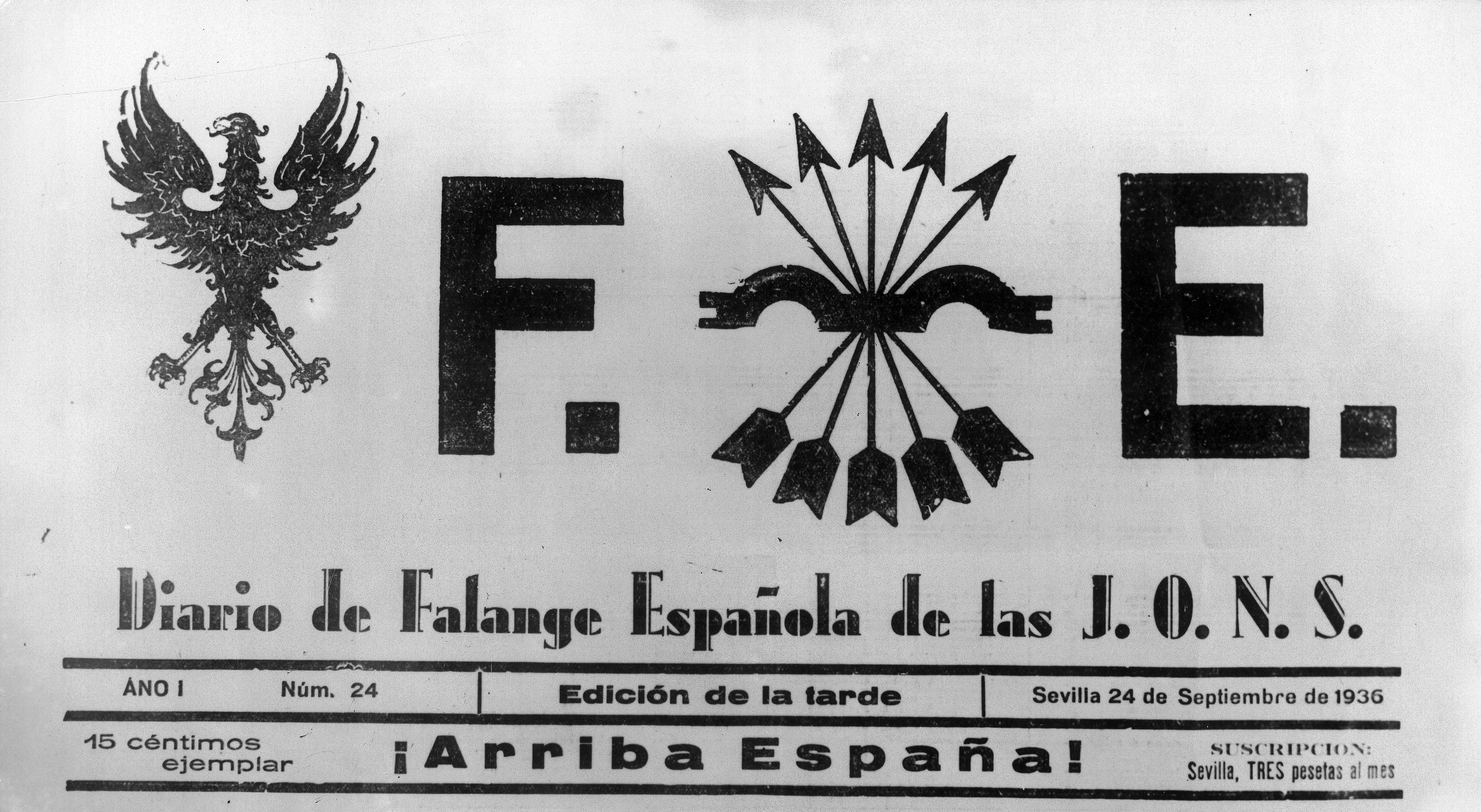
Il giornale del movimento

Nuove violenze si scatenarono nel paese, in parte dovute alle sinistre che in preda all'euforia della vittoria assaltarono le chiese, le proprietà private dei benestanti e aggredirono i militanti della "Falange Española". In parte dagli operai che frustrati dalle lunghe attese per le riforme proclamarono scioperi che iniziarono a susseguirsi con maggiore violenza così come le richieste esagerate di aumenti salariali. Di suo la "Falange Española", temendo la repressione del governo, su ispirazione di José Antonio Primo de Rivera aveva provveduto ad "organizzare l'apparato illegale del Movimento". Scontri di piazza e attentati contro singole personalità politiche si susseguirono e non furono infrequenti scontri tra falangisti e anarchici del FAI, o tra anarchici e socialisti quando non si scontrarono direttamente le due opposte fazioni sindacali della Federazione Anarchista Iberica e della socialista Unión General de Trabajadores. 
Inoltre vetture guidate da falangisti cominciarono a mostrarsi con le armi ostentate, molto spesso però si trattava in realtà di militanti anarchici dei sindacati della Federazione Anarchista Iberica o della Confederación Nacional del Trabajo passati alla Falange e interessati ad aumentare il caos costoro erano spregiativamente chiamati dai socialisti "FAI-lange". Le fortune politiche della Falange procedettero a fasi alterne fino alle elezioni del febbraio 1936 vinte dal Fronte Popolare; da quel momento i militanti del movimento crebbero costantemente, passando dai 40.000 del 1936 agli oltre 500.000 del 1939, alla fine della Guerra Civile. Il 14 marzo 1936 José Antonio fu arrestato dalla polizia politica dopo che la sua elezione nel distretto di Cuenca era stata invalidata per privarlo dell'immunità parlamentare. Insieme a lui fu arrestato anche Rafael Sánchez Mazas.

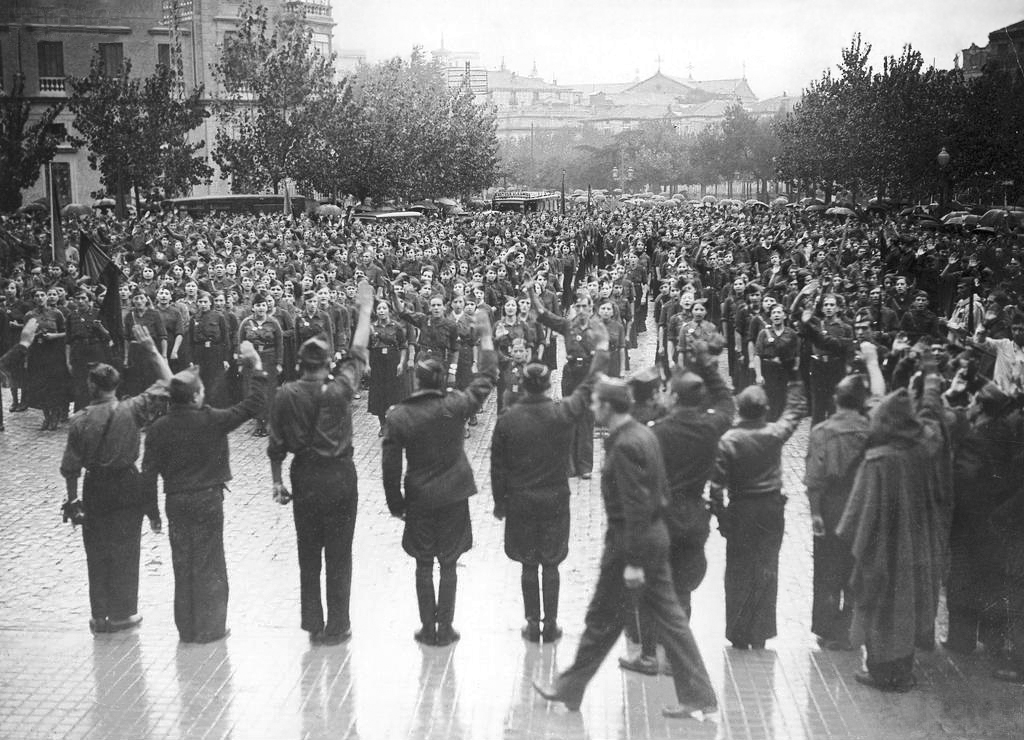
Milizie della Falange a Saragozza nell'ottobre 1936

### FE durante la guerra civile

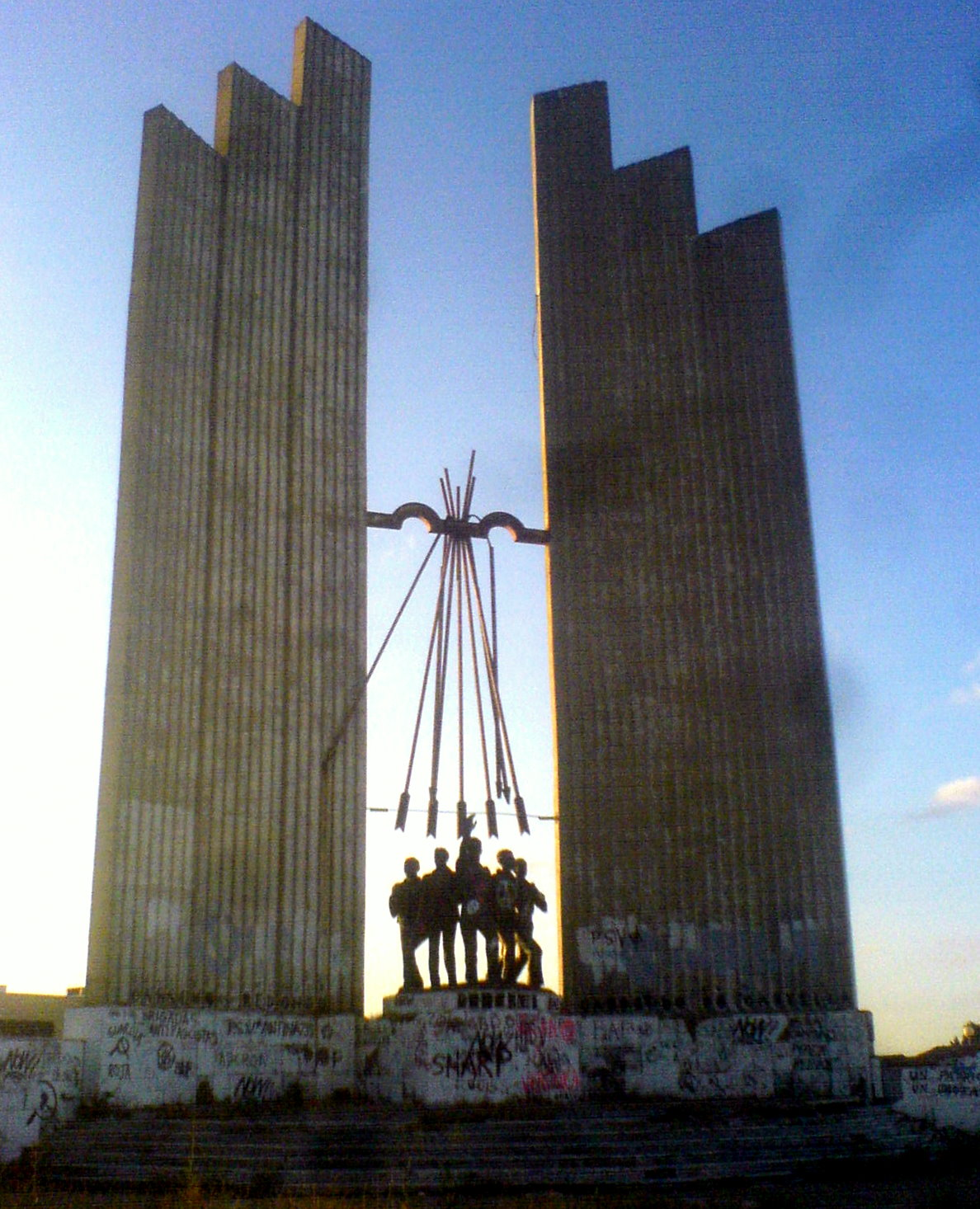
Il monumento a Onésimo Redondo Ortega sulla cima del Cerro de San Cristóbal (Valladolid).

Il 18 luglio 1936 con il levantamiento (la rivolta) militare, guidato dai generali Francisco Franco, Emilio Mola e José Sanjurjo scoppiò la guerra civile e la Falange partecipò attivamente a fianco dei militari nel Bando nazionalista, insieme ai requeté carlisti, alla Guerra Civile con suoi reparti militari, che costituivano in genere le truppe d'assalto delle divisioni nazionaliste.
Il successivo 20 novembre, dopo un processo sommario di dubbia legalità tenutosi tra il 13 ed il 18, José Antonio Primo de Rivera venne fucilato nel carcere di Alicante, dove era detenuto. La data del 20 novembre diverrà poi una delle ricorrenze più importanti del regime franchista.
Onésimo Redondo Ortega era caduto in battaglia nei primi giorni dell'Alzamiento (il 24 luglio), e il 29 ottobre 1936 era stato fucilato dai repubblicani Ramiro Ledesma Ramos. Nei mesi successivi caddero anche tutti gli altri leader fondatori del movimento, nessuno dei quali sopravvisse alla guerra.

### L'unificazione dei movimenti nazionalisti nella FET
La Falange restò così senza leader, e la debolezza politica dei nuovi dirigenti favorì il decreto di unificazione del 19 aprile del 1937, con il quale Franco unì sotto il suo comando i movimenti nazionalisti, fondendo la Falange, la Comunità tradizionalista carlista, la CEDA, i monarchici di Renovación Española e tutte le forze legate ai vecchi valori monarchici, clericali e nazionalisti nel nuovo Partito Unico, la "Falange Española Tradicionalista y de las Juntas de Ofensiva Nacional Sindicalista" (FET y de las JONS) di cui si autoproclamò Capo Nazionale.
Solo nel 1938 la maggior parte dei falangisti accettò la confluenza nel "Movimiento Unificado" di Franco, mentre quelli che si opposero vennero arrestati e processati. Lo stesso capo della FE de las JONS Manuel Hedilla, che rifiutava di riconoscere l'autorità politica di Franco, fu addirittura arrestato e condannato a morte nel 1937 per tradimento e sostituito con Raimundo Fernández-Cuesta. La condanna venne poi commutata, ma Hedilla restò in carcere fino al 1947. L'attività politica dei pochi falangisti dissidenti continuò nella clandestinità sino alla morte di Franco nel 1975.
Il programma politico e sociale della Falange non fu mai realizzato, al di là del formale corporativismo, e dopo la fine degli anni quaranta, con la graduale emarginazione di Ramón Serrano Súñer (cognato di Franco e ultimo leader dei falangisti), i suoi uomini non occuparono più significative posizioni di potere e di governo.

## Eredità
Per tutto il corso del regime franchista, i seguaci di Hedilla si runirono nella Falange Spagnola Autentica che animò numerose strutture giovanili come i Circoli Dottrinali José Antonio e, almeno a partire dagli anni '60, il Fronte degli Studenti Sindacalisti nelle università. Fin dagli anni immediatamente successivi alla guerra civile, tentò di costruire un'opposizione al Movimiento Nacional.
Nel 1976, durante la Transizione spagnola, Raimundo Fernández-Cuesta fondò l'omonima Falange Española de las JONS con l'intento di ripresentare un progetto politico integralmente nazionalsindacalista nella Spagna democratica. Sin da allora, il partito concorre autonomamente a tutte le tornate elettorali iberiche, ma non è mai riuscito a entrare nelle Cortes.

## Capi della Falange
- José Antonio Primo de Rivera (1933-1936)
- Manuel Hedilla (1936-1937)

## Risultati elettorali
| Elezione | Voti  | %    | Seggi   |
| -------- | ----- | ---- | ------- |
| 1936     | 6.800 | 0,07 | 0 / 473 |